# Die Krise
Die Krise (Originaltitel: La Crise) ist ein französischer Film aus dem Jahre 1992. Regie führte Coline Serreau.

## Handlung
Victor ist ein erfolgreicher Pariser Anwalt und führt ein glückliches Leben. Eines Tages verlässt ihn seine Frau und am selben Tag erfährt er von seiner Kündigung. In einer Bar, die er aufsucht, um sich von diesem Stress zu erholen, lernt er den Arbeitslosen Michou kennen, der ihm fortan nicht von der Seite weicht. Durch den Einfluss von Michou erkennt Victor, dass er bisher im Leben falschen Zielen nachgejagt ist und gewinnt einen gelasseneren Lebensstil.

## Kritik
„Die humorvolle Abrechnung mit problematischen Erscheinungen des modernen Individualismus unterzieht auch die hinter jedem einzelnen stehenden gesellschaftspolitischen Kräfte einer kritisch-satirischen Betrachtung“

## Nominierungen und Auszeichnungen
Der Film erhielt beim französischen Filmpreis César 1993 in fünf Kategorien sieben Nominierungen (dreimal in der Kategorie Beste Nebendarstellerin), wovon Coline Serreau den Preis für das Beste Drehbuch gewann.